# Герб Томской области
Герб Томской области является символом Томской области.
Принят решением Государственной Думы Томской области от 29 мая 1997 года Законом Томской области «О гербе и флаге Томской области» № 463.

## История создания

Герб Томской губернии образца 1878 года, выполненный в бронзе. (Часть скульптурной композиции к 400-летию Томска).

Герб области создан на основе герба Томской губернии, утверждённого 5 июля 1878 года.
Автор герба области — Александр Юрьевич Акимов. Существуют два варианта герба: малый (повседневный) и большой (праздничный).
Герб Томской области не внесён в Государственный геральдический регистр Российской Федерации. Внесение герба в Государственный геральдический регистр Российской Федерации является предметом конфликта областной думы и Геральдического совета при Президенте Российской Федерации.

## Описание

Герб Томской губернии 1878 г.

Малый герб представляет собой французский щит с отношением сторон 9:8 с зелёным полем, в щите скачущий в правую (в геральдике) сторону серебряный конь с червлёными глазами и языком. Щит увенчан большой императорской короной.
Допускается изображение малого герба без большой императорской короны.
Большой герб представляет собой малый герб, окружённый золотыми дубовыми ветвями, перевитыми лентой, имеющей цвета флага Томской области.